# Collie de pelo corto

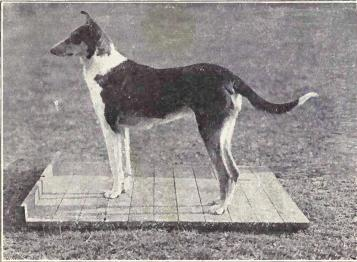
Imagen de 1915

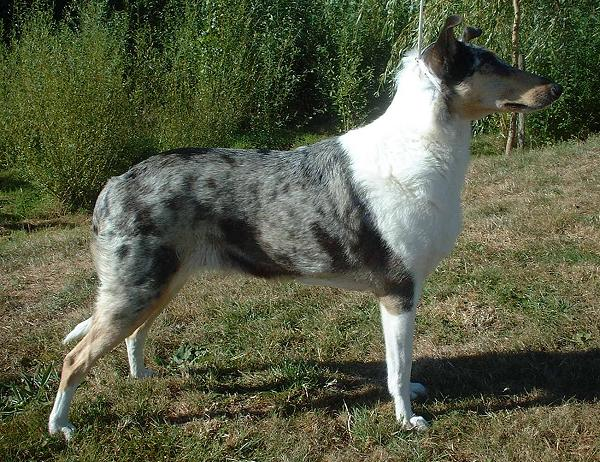
Azul merlé

El Smooth Collie es una raza de perro desarrollada originariamente como perro pastor. Se trata de una versión de pelo corto del Collie de pelo largo o Rough Collie. Algunas asociaciones caninas consideran que las de pelo corto y largo son variaciones de la misma raza.

## Actividades
Los Collies de pelo corto compiten en eventos de agility, obediencia, showmanship, flyball, tracking, pastoreo, aunque su instinto y capacidad de entrenamiento y aprendizaje se pueden medir sin tests competitivos.